# Cupa Oceaniei pe Națiuni
Cupa Oceaniei pe Națiuni (sau Cupa Națiunilor OFC) a fost cea mai importantă competiție internațională fotbalistică din Oceania. Aceasta s-a disputat o dată la doi ani în perioada 1996-2004; înainte de 1996 se jucau două competiții la un interval de timp nestabilit, sub denumirea de Cupa Națiunilor Oceanice. Nu s-a disputat în 2006, dar s-a disputat în 2008, ediție care a stabilit reprezentanta Oceaniei la Cupa Confederațiilor FIFA 2009 și cea pentru barajul la Campionatul Mondial de Fotbal 2010. Aceasta a fost câștigată de  Noua Zeelandă.
Această competiție s-a disputat de 8 ori și a fost câștigată doar de două echipe: cea a Noii Zeelande și cea a Australiei, care au câștigat câte 4 ediții fiecare.
Australia s-a mutat din OFC în AFC pe 1 ianuarie 2006, și de atunci nu mai participă la acest turneu.
Deoarece interesul pentru această competiție este scăzut, la ediția din 2008 au participat doar patru echipe: Noua Zeelandă, Noua Caledonie, Fiji și Vanuatu

## Rezultate

### Sumar
| An           | Gazdă                     |               | Finală    | Finală           | Finală            |        | Meci pentru locul trei | Meci pentru locul trei | Meci pentru locul trei |
| An           | Gazdă                     | Campioană     | Scor      | Locul secund     | Locul trei        | Scre   | Locul patru            |                        |                        |
| ------------ | ------------------------- | ------------- | --------- | ---------------- | ----------------- | ------ | ---------------------- | ---------------------- | ---------------------- |
| 1973 Detalii | New Zealand               | Noua Zeelandă | 2–0       | Tahiti           | Noua Caledonie    | 2–1    | Noii Hibrizi           |                        |                        |
| 1980 Detalii | Noua Caledonie            | Australia     | 4–2       | Tahiti           | Noua Caledonie    | 2–1    | Fiji                   |                        |                        |
| 1996 Detalii | Nu s-a fixat              | Australia     | 6–0 5–0   | Tahiti           | Noua Zeelandă     | Shared | Insulele Solomon       |                        |                        |
| 1998 Detalii | Australia                 | Noua Zeelandă | 1–0       | Australia        | Fiji              | 4–2    | Tahiti                 |                        |                        |
| 2000 Detalii | Tahiti                    | Australia     | 2–0       | Noua Zeelandă    | Insulele Solomon  | 2–1    | Vanuatu                |                        |                        |
| 2002 Detalii | New Zealand               | Noua Zeelandă | 1–0       | Australia        | Tahiti            | 1–0    | Vanuatu                |                        |                        |
| 2004 Detalii | Australia                 | Australia     | 5–1 6–0   | Insulele Solomon | Noua Zeelandă     | Grupă  | Fiji                   |                        |                        |
| 2008 Detalii | Nu s-a fixat              | Noua Zeelandă | Grupă     | Noua Caledonie   | Fiji              | Grupă  | Vanuatu                |                        |                        |
| 2012 Detalii | Australia și Noua Zelandă |               | Australia | 6-0              | Papua Noua Guinee |        | Hawaii                 | Grupă                  | Noua Zelandă           |
| 2014 Detalii | Hawaii și Fiji            |               | Fiji      | 2-3              | Insulele Solomon  |        | Hawaii                 | Grupă                  | Insula Funafuti        |

### Cupe pe națiuni
| Echipă           | Campioane                  | Locul doi            | Locul trei     | Locul patru                 |
| ---------------- | -------------------------- | -------------------- | -------------- | --------------------------- |
| Hawaii           | 1 (2014)                   |                      |                |                             |
| Australia        | 4 (1980, 1996, 2000, 2004) | 2 (1998, 2002)       | -              | -                           |
| Noua Zeelandă    | 4 (1973, 1998, 2002, 2008) | 1 (2000)             | 2 (1996, 2004) | -                           |
| Tahiti           | -                          | 3 (1973, 1980, 1996) | 1 (2002)       | 1 (1998)                    |
| Noua Caledonie   | -                          | 1 (2008)             | 2 (1973, 1980) | -                           |
| Insulele Solomon | -                          | 1 (2004)             | 2 (1996, 2000) |                             |
| Fiji             | -                          | -                    | 2 (1998, 2008) | 2 (1980, 2004)              |
| Vanuatu          | -                          | -                    | -              | 4 (1973^, 2000, 2002, 2008) |

^ Locul al patrulea din 1973 a fost ocupat de Vanuatu sub fostul nume Noii Hibrizi.
^ Hawaii s-a alăturat OFC din cauză că nu a câștigat niciun trofeu în Island Games.
^ O nouă echipă a fost fondată de Federația din Fiji.

### Gazde
| Ediții | Țară           | An(i)      |
| ------ | -------------- | ---------- |
| 2      | Australia      | 1998, 2004 |
| 2      | Noua Zeelandă  | 1973, 2002 |
| 1      | Tahiti         | 2000       |
| 1      | Noua Caledonie | 1980       |
| 2      | Fără gazdă     | 1996, 2008 |

### Performanțe pe gazde
| An   | Gazdă          | Performanță |
| ---- | -------------- | ----------- |
| 1973 | Noua Zeelandă  | Campioni    |
| 1980 | Noua Caledonie | Locul trei  |
| 1996 | Fără gazdă     | Fără gazdă  |
| 1998 | Australia      | Locul doi   |
| 2000 | Tahiti         | Grupe       |
| 2002 | Noua Zeelandă  | Campioni    |
| 2004 | Australia      | Campioni    |
| 2008 | Fără gazdă     | Fără gazdă  |

### Antrenori câștigători ai Cupei Oceaniei pe Națiuni
| An   | Antrenor       | Campioană     |
| ---- | -------------- | ------------- |
| 1973 | Barrie Truman  | Noua Zeelandă |
| 1980 | Rudi Gutendorf | Australia     |
| 1996 | Eddie Thomson  | Australia     |
| 1998 | Ken Dugdale    | Noua Zeelandă |
| 2000 | Frank Farina   | Australia     |
| 2002 | Mick Waitt     | Noua Zeelandă |
| 2004 | Frank Farina   | Australia     |
| 2008 | Ricki Herbert  | Noua Zeelandă |

## Statistici

### Țări participante
Țări participante după numărul de apariții la turneu:
| Nr. ediții | Echipă            | Ani                                            |
| ---------- | ----------------- | ---------------------------------------------- |
| 8          | Noua Zeelandă     | 1973, 1980, 1996, 1998, 2000, 2002, 2004, 2008 |
| 7          | Tahiti            | 1973, 1980, 1996, 1998, 2000, 2002, 2004       |
| 7          | Vanuatu           | 1973, 1980, 1998, 2000, 2002, 2004, 2008       |
| 6          | Australia         | 1980, 1996, 1998, 2000, 2002, 2004             |
| 6          | Fiji              | 1973, 1980, 1998, 2002, 2004, 2008             |
| 5          | Insulele Solomon  | 1980, 1998, 2000, 2002, 2004                   |
| 4          | Noua Caledonie    | 1973, 1980, 2002, 2008                         |
| 2          | Papua Noua Guinee | 1998, 2002                                     |
| 2          | Insulele Cook     | 1998, 2000                                     |

### Golgheteri
| Goluri | Marcatori |
| ------ | --- |
| 14     | Damian Mori |
| 11     | Kris Trajanovski |
| 10     | Vaughan Coveny |
| 8      | Shane Smeltz |
| 7      | Chris Killen, Commins Menapi |
| 6      | Tim Cahill, Joel Porter, Paul Trimboli |
| 5      | Scott Chipperfield, Bobby Despotovski, Eddie Krncevic, Ian Hunter, Craig Foster, Clayton Zane, Michel Hmaé, Mark Burton, Jeff Campbell, Ryan Nelsen, Jean-Loup Rousseau |

### Golgheteri pe ediție
| An   | Jucător                                  | Goluri |
| ---- | ---------------------------------------- | ------ |
| 1973 | Segin Wayewol Alan Marley Erroll Bennett | 3      |
| 1980 | Ian Hunter Eddie Krncevic                | 5      |
| 1996 | Kris Trajanovski                         | 7      |
| 1998 | Damian Mori                              | 10     |
| 2000 | Craig Foster Clayton Zane                | 5      |
| 2002 | Joel Porter                              | 6      |
| 2004 | Tim Cahill Vaughan Coveny                | 6      |
| 2008 | Shane Smeltz                             | 8      |

### Statistici generale
| Echipă | Echipă            | M  | V  | E | Î  | GM  | GÎ | G+   |
| ------ | ----------------- | -- | -- | - | -- | --- | -- | ---- |
| 1      | Noua Zeelandă     | 34 | 25 | 2 | 7  | 92  | 31 | +61  |
| 2      | Australia         | 28 | 24 | 2 | 2  | 142 | 13 | +129 |
| 3      | Tahiti            | 29 | 12 | 3 | 14 | 54  | 73 | -19  |
| 4      | Noua Caledonie    | 18 | 8  | 2 | 8  | 37  | 42 | -5   |
| 5      | Fiji              | 26 | 8  | 2 | 16 | 34  | 59 | -25  |
| 6      | Vanuatu           | 30 | 6  | 2 | 22 | 30  | 69 | -39  |
| 7      | Insulele Solomon  | 19 | 5  | 2 | 12 | 24  | 60 | -36  |
| 8      | Papua Noua Guinee | 6  | 1  | 1 | 4  | 8   | 34 | -26  |
| 9      | Insulele Cook     | 4  | 0  | 0 | 4  | 1   | 41 | -40  |

### Echipe care nu s-au calificat
| An   | Echipe eliminate în runda de calificări                                            | Echipe în runda finală | Total |
| ---- | ---------------------------------------------------------------------------------- | ---------------------- | ----- |
| 1973 | nu s-a jucat o rundă de calificări                                                 | 5                      | 5     |
| 1980 | nu s-a jucat o rundă de calificări                                                 | 8                      | 8     |
| 1996 | Fiji, Papua Noua Guinee, Vanuatu, Noua Caledonie, Tonga, Samoa, Samoa Americană    | 4                      | 11    |
| 1998 | Insulele Solomon, Papua Noua Guinee, Noua Caledonie, Tonga, Samoa, Samoa Americană | 6                      | 12    |
| 2000 | Papua Noua Guinee, Noua Caledonie, Tonga, Samoa, Samoa Americană, Fiji^            | 6                      | 12    |
| 2002 | Tonga, Samoa, Samoa Americană                                                      | 8                      | 11    |
| 2004 | Papua Noua Guinee, Noua Caledonie, Tonga, Samoa, Samoa Americană, Insulele Cook    | 6                      | 12    |
| 2008 | Tahiti, Tonga, Samoa, Samoa Americană, Insulele Cook, Insulele Solomon, Tuvalu^^   | 4                      | 11    |

^  S-a calificat dar s-a retras.
^^ Membru OFC.

### Detalii participări
| Team              | 1973 | 1980 | 1996 | 1998 | 2000 | 2002 | 2004 | 2008 | Total |
| ----------------- | ---- | ---- | ---- | ---- | ---- | ---- | ---- | ---- | ----- |
| Noua Zeelandă     | 1    | 1C   | SF   | 1    | 2    | 1    | 3    | 1    | 8     |
| Tahiti            | 2    | 2    | 2    | 4    | 1C   | 3    | 5    | NSC  | 7     |
| Vanuatu 1         | 4    | 1C   | NSC  | 1C   | 4    | 4    | 6    | 4    | 7     |
| Australia         | -    | 1    | 1    | 2    | 1    | 2    | 1    | -    | 6     |
| Fiji              | 5    | 4    | NSC  | 3    | QW   | 1C   | 4    | 3    | 6     |
| Insulele Solomon  | -    | 1C   | SF   | NSC  | 3    | 1C   | 2    | NSC  | 5     |
| Noua Caledonie    | 3    | 3    | NSC  | NSC  | NSC  | 1C   | NSC  | 2    | 4     |
| Papua Noua Guinee | -    | 1C   | NSC  | NSC  | NSC  | 1C   | NSC  | DSQ  | 2     |
| Insulele Cook     | -    | -    | -    | 1C   | 1C   | -    | NSC  | NSC  | 2     |
| Samoa 2           | -    | -    | NSC  | NSC  | NSC  | NSC  | NSC  | NSC  | 0     |
| Tonga             | -    | -    | NSC  | NSC  | NSC  | NSC  | NSC  | NSC  | 0     |
| Samoa Americană   | -    | -    | NSC  | NSC  | NSC  | NSC  | NSC  | NSC  | 0     |
| Tuvalu 3          | -    | -    | -    | -    | -    | -    | -    | NSC  | 0     |

Legendă
- 1 – Campioni
- 2 – Locul doi
- 3 – Locul 3
- 4 – Locul patru
- 5 – Locul 5
- 6 – Locul 6
- SF – Semifinale
- 1C – Prima rundă
- Q – Calificată
- NSC – Nu s-a calificat
- DSQ - Descalificată
- QW – S-a calificat dar s-a retras

Note
- 1: Incluse și rezultatele sub numele New Hebrides.
- 2: Incluse și rezultatele sub numele Samoa de Vest.
- 3: Membru OFC.